# Bengt Samuelsson
Bengt Ingemar Samuelsson (født 21. maj 1934 i Stråby, død 7. juli 2024 i Stockholm) var en svensk læge og professor i medicinsk og fysiologisk kemi ved Karolinska Instituttet.
Samuelssons forskning har fortrinsvis omhandlet steroider og prostaglandiner. For sine opdagelser vedrørende prostaglandiner og lignende biologiske stoffer tildeltes han Nobelprisen i fysiologi eller medicin 1982.

## Biografi
Bengt Samuelsson fødtes i Stråby, hvor faren var købmand. I studieårene i Lund mødte han sin hustru Karin, født Bergstein. De fik en søn og to døtre.
Samuelsson studerede ved Lunds Universitet og ved Karolinska Instituttet, hvorfra han fik doktorgraden i 1960. Han blev i 1967 professor i medicinsk kemi ved Veterinärhögksolan og i 1973 professor i medicinsk og fysiologisk kemi ved Karolinska Instituttet. Han var rektor for Karolinska Instituttet 1983–1995 og var formand for Nobelstiftelsen 1993–2005. Han forfremmedes til æresdoktor til Carl von Linnés minde ved Uppsala universitet 26. maj 2007 og var desuden æresdoktor ved universiteterne i Chicago 1978, Illinois 1983, Rio de Janiero 1986, Kina 1986, Buenos Aires 1986, Madrid 1991, Milano 1993 og New Orleans 1993.
Samuelsson havde bestyrelsesposter i blandt andet Pharmacia Ab, Orexo Ab, NiCox SAGDE og Schering AG og arbejdede som rådgiver for venturekapitalfonden HealthCap.
Samuelsson var medlem af Kungliga Vetenskapsakademien fra 1981. I 1977 tildeltes han Albert Lasker Basic Medical Research Award sammen med Sune Bjergström og John R. Vane. Samme trio tildeltes Nobelprisen i 1982.